# Blackett (cráter)
Blackett es un cráter de impacto que se encuentra en la cara oculta de la Luna, detrás de la extremidad suroeste, por fuera del anillo exterior al sureste de la inmensa cuenca del Mare Orientale. La formación de los principales elementos que han dejado a Blackett profundamente marcado son agrietamientos. Gran parte del cráter ha sido moldeado por las eyecciones del Mare Orientale, sobre todo en su mitad occidental.

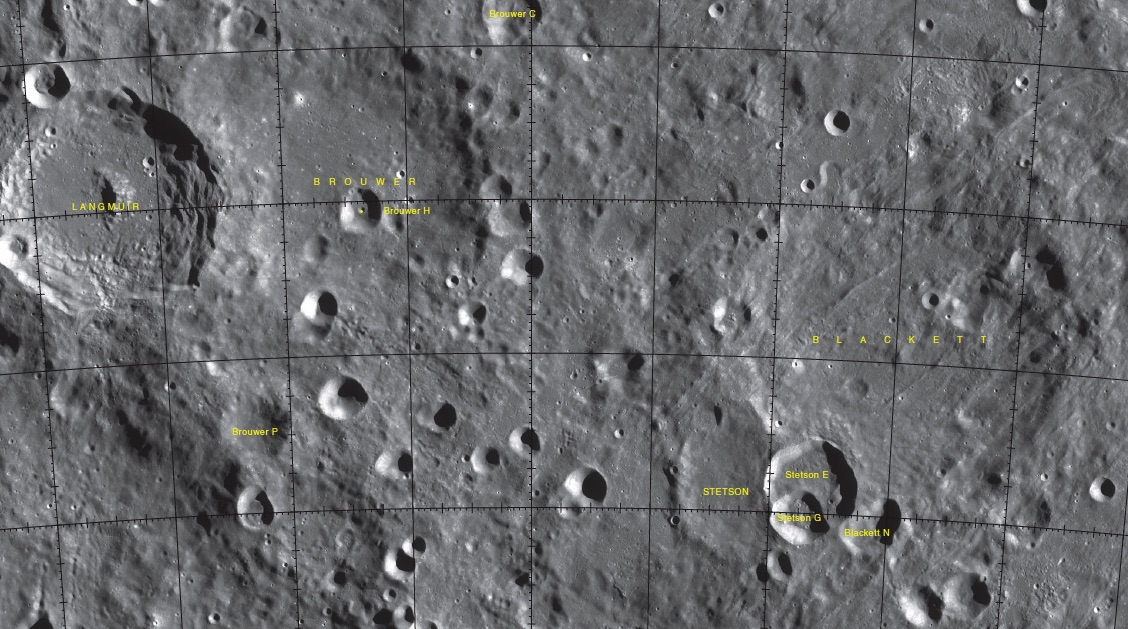
Entorno de Blackett (centro de la mitad derecha de la imagen)

En general, está muy erosionado, con varios cráteres superpuestos en su margen sur, con formaciones más pequeñas que se superponen al borde occidental y al noroeste. El suelo interior ha sido desbastado por el material expulsado, dejando solo partes del interior del sudoeste relativamente llanas.

## Cráteres satélite

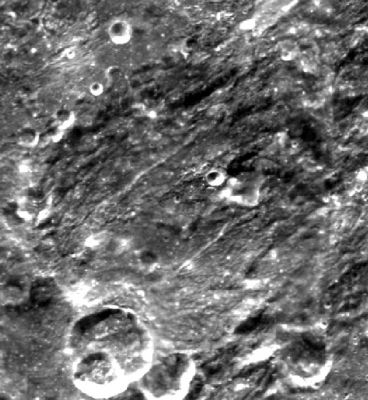
Fotografía de la misión Clementine (1994)

Por convención estos elementos son identificados en los mapas lunares poniendo la letra en el lado del punto medio del cráter que está más cerca de Blackett.
|          | \| Blackett \| Coordenadas \| Diámetro \| \| -------- \| -------------------------------- \| -------- \| \| N \| 39°54′S 116°12′O / -39.9, -116.2 \| 23 km \| |          |
| Blackett | Coordenadas | Diámetro |
| N        | 39°54′S 116°12′O / -39.9, -116.2 | 23 km    |

## Referencias

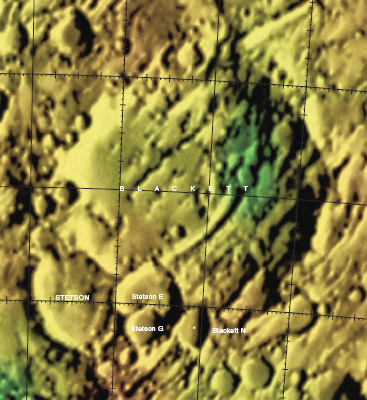
Blackett